# Tereprali-világbajnokság
A Tereprali-világbajnokság (hivatalos nevén W2RC) egy tereprali-sorozat, amelyet az FIA és a FIM közös szervezésében, és az Amaury Sport Organisation (ASO) promóterként vállalt szerepet.
2022-től a sorozat felváltotta az FIA Terep-rali Világkupát és a FIM Terep-rali Világbajnokságot.

## Kategóriák
A sorozat különböző kategóriákat fed le mind az FIA , mind a FIM alatt.

### FIA kategóriák
- T1: Prototípus terepjáró autók
- T2: Sorozatgyártású terepjáró autók
- T3: Prototípus könnyű terepjáró járművek
  - FIA Tereprali-bajnokság T3-as pilótáknak és navigátoroknak.
- T4: Módosított sorozatgyártású, kétüléses járművek
  - FIA Tereprali-bajnokság T4-es pilótáknak és navigátoroknak.
- T5: Prototípus és sorozatgyártású terepjáró kamionok
  - FIA Tereprali-bajnokság T5-ös pilótáknak és navigátoroknak.

A T1, T2, T3 és T4 kategóriák jogosultak a teljes FIA Tereprali-világbajnoki címre a pilóták, a navigátorok és a gyártók számára. További csoportspecifikus bajnokságokat a T3, T4 és T5 csoportokban osztanak ki.

### FIM kategóriák
- RallyGP
  - FIM Tereprali-világbajnokság versenyzők és gyártók számára
- Rally2
  - FIM Tereprali-világkupa Rally2 versenyzőknek
  - FIM Tereprali-kupa junioroknak
  - FIM Tereprali-kupa nőknek
  - FIM Tereprali-kupa időseknek
- Rally3
  - FIM Tereprali-kupa Rally3 versenyzőknek
  - FIM Tereprali-kupa junioroknak
- Quad
  - FIM Tereprali-kupa quadosoknak

Csak a RallyGP kategóriában versenyző versenyzők jogosultak a FIM Tereprali-világbajnokságra. Világkupa-címeket a Rally2, Rally3 és Quad kategóriák bajnokai szerezhetnek.

## Bajnokok

### FIA Tereprali-világbajnokság (autó)
| Év   |                    |                                |                                  |
| Év   | Versenyző          | Navigátor                      | Konstruktőr                      |
| ---- | ------------------ | ------------------------------ | -------------------------------- |
| 2022 | Nászer el-Attija   | Mathieu Baumel                 | Toyota Gazoo Racing              |
| 2022 | Sébastien Loeb     | Fabian Lurquin                 | Bahrain Raid Xtreme              |
| 2022 | Yazeed Al-Rajhi    | Dirk von Zitzewitz Michael Orr | Overdrive Toyota                 |
| 2023 | Nászer el-Attija   | Mathieu Baumel                 | Toyota Gazoo Racing              |
| 2023 | Yazeed al-Rajhi    | Timo Gottschalk                | Overdrive Racing                 |
| 2023 | Juan Cruz Yacopini | Daniel Oliveras Carreras       | Overdrive Racing                 |
| 2024 | Nászer el-Attija   | Édouard Boulanger              | Dacia Sandriders                 |
| 2024 | Yazeed al-Rajhi    | Timo Gottschalk                | Overdrive Racing                 |
| 2024 | Lucas Moraes       | Armand Monleón                 | Toyota Gazoo Racing South Africa |

### FIM Tereprali-világbajnokság (motor)
| Season |                    |                             |
| Season | Versenyző          | Konstruktőr                 |
| ------ | ------------------ | --------------------------- |
| 2022   | Sam Sunderland     | GasGas Factory Racing       |
| 2022   | Ricky Brabec       | Monster Energy Honda        |
| 2022   | Adrien Van Beveren | Monster Energy Honda        |
| 2023   | Luciano Benavides  | Husqvarna Factory Racing    |
| 2023   | Toby Price         | Red Bull KTM Factory Racing |
| 2023   | Adrien Van Beveren | Monster Energy Honda        |
| 2024   | Ross Branch        | Hero Motorsports Team Rally |
| 2024   | Adrien Van Beveren | Monster Energy Honda        |
| 2024   | Tosha Schareina    | Monster Energy Honda        |

### FIA Tereprali bajnokok
| Season |                     |                       |                |                    |                      |                                  |
| Season | T3 versenyző        | T3 navigátor          | T4 versenyző   | T4 navigátor       | T5 versenyző         | T5 navigátor                     |
| ------ | ------------------- | --------------------- | -------------- | ------------------ | -------------------- | -------------------------------- |
| 2022   | Francisco López     | François Cazalet      | Rokas Baciuška | Lukasz Laskawiec   | Kees Koolen          | Wouter De Graaff                 |
| 2022   | Seth Quintero       | Dennis Zenz           | Marek Goczał   | Gustavo Gugelmin   | Martin Macík         | František Tomášek                |
| 2022   | Cristina Gutiérrez  | Juan Pablo Latrach    | Austin Jones   | Oriol Mena         | Tomáš Vrátný         | David Švanda                     |
| 2023   | Seth Quintero       | Dennis Zenz           | Rokas Baciuška | Oriol Vidal        | Janus van Kasteren   | Marcel Snijders Darek Rodewald   |
| 2023   | Mitch Guthrie       | Kellon Walch          | Shinsuke Umeda | Oriol Mena         | Tomáš Vrátný         | Bartlomiej Boba                  |
| 2023   | Austin Jones        | Gustavo Gugelmin      | Eryk Goczał    | Maurizio Dominella | Martin Macík         | Bartlomiej Boba Jaromir Martinec |
| 2024   | Rokas Baciuška      | Oriol Vidal           |                |                    | Yasir Seaidan        | Adrien Metge Michaël Metge       |
| 2024   | Nicolas Cavigliasso | Valentina Pertegarini |                |                    | Sebastian Guayasamin | Fernando Acosta                  |
| 2024   | Marcelo Gastaldi    | Carlos Sachs          |                |                    | Rebecca Busi         | Sergio Lafuente                  |

### FIM Tereprali-világkupa
| Season |                  |                        |                             |
| Season | Rally2 versenyző | Rally3 versenyző       | Quad versenyző              |
| ------ | ---------------- | ---------------------- | --------------------------- |
| 2022   | Mason Klein      | Amine Echiguer         | Alexandre Giroud            |
| 2022   | Romain Dumontier | Jeremy Miroir          | Juraj Varga                 |
| 2022   | Bradley Cox      | Guillaume Borne        | Kamil Wiśniewski            |
| 2023   | Romain Dumontier | Ardit Kurtaj           | Laisvydas Kancius           |
| 2023   | Paolo Lucci      | Alexander Chepurko     | Rodolfo Guillioli Schippers |
| 2023   | Jean-Loup Lepan  | Cheikh-Yves Jacquemain | Juraj Varga                 |
| 2024   | Bradley Cox      | J. Medina Salazar      | Manuel Andújar              |
| 2024   | Romain Dumontier | Eduardo Carlos Alan    | Kamil Wisniewski            |
| 2024   | Konrad Dabrowski | Gonçalo Amaral         | Antanas Kanopkinas          |

### FIM Tereprali-kupa
| Season |             |                  |                          |                 |
| Season | Nők         | Junior (R2)      | Idősek                   | Junior (R3)     |
| ------ | ----------- | ---------------- | ------------------------ | --------------- |
| 2022   | Mirjam Pol  | Mason Klein      | Mario Patrao             | Nincs résztvevő |
| 2022   | Sara García | Konrad Dąbrowski | Franco Picco             |                 |
| 2022   | Sara García | Bradley Cox      | David McBride            |                 |
| 2023   | Mirjam Pol  | Jean Loup Lepan  | Dominique Cizeau Girault | Nincs résztvevő |
| 2023   | -           | Bradley Cox      | -                        |                 |
| 2023   | -           | Konrad Dąbrowski | -                        |                 |
| 2024   | később      | Konrad Dabrowski | Sebastian Urquia         | Nincs résztvevő |
| 2024   | -           | -                | Sébastien Herbet         |                 |
| 2024   | -           | -                | David McBride            |                 |